# John M. Jumper

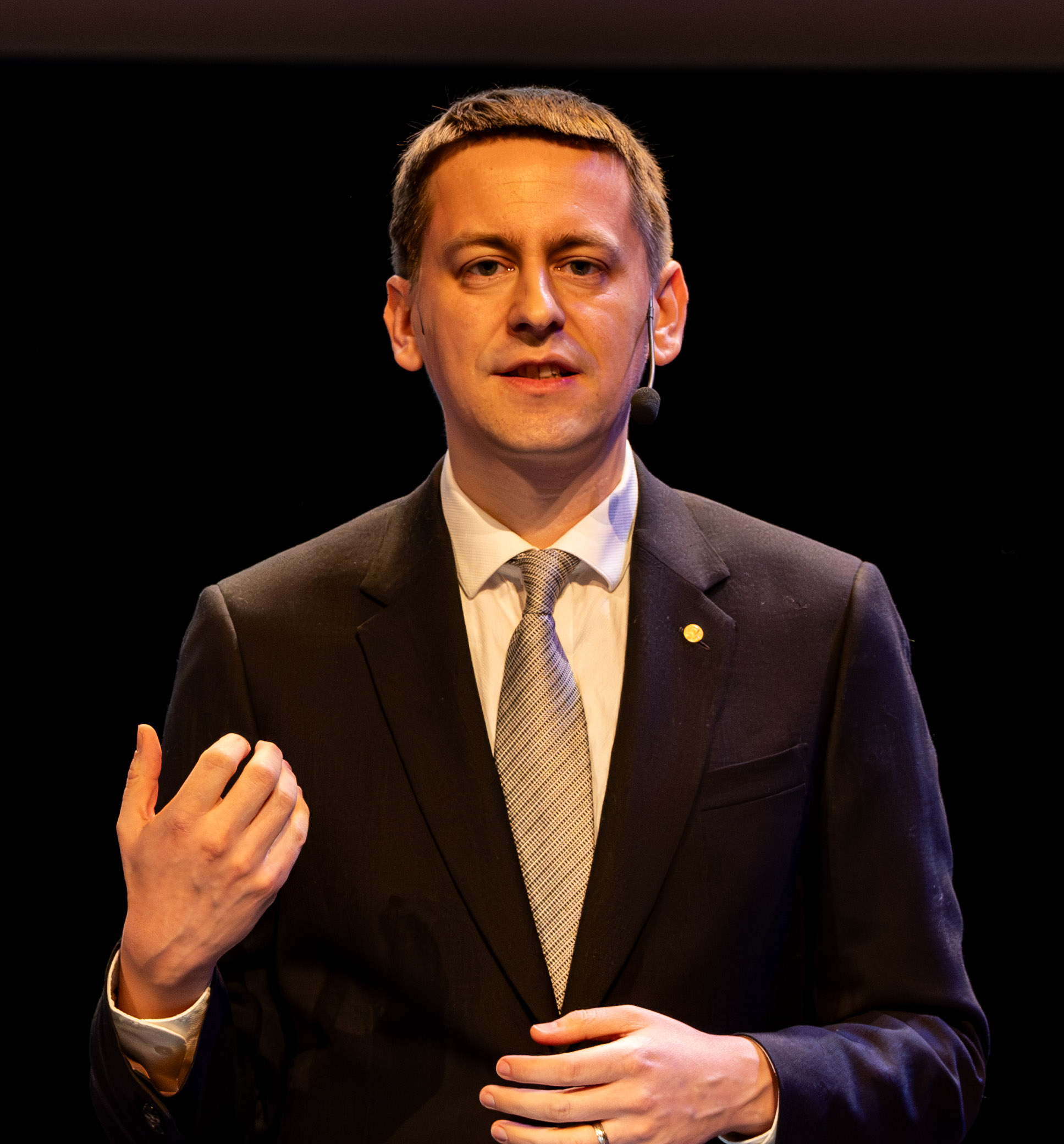
John M. Jumper (2024)

John Michael Jumper (* 1985 in Little Rock, Arkansas, USA) ist ein US-amerikanischer Chemiker und Experte für Künstliche Intelligenz (KI). Jumper war federführend bei der Entwicklung der KI-Software AlphaFold des Unternehmens DeepMind. Die Software gilt als Durchbruch bei der Vorhersage der Proteinstruktur basierend auf der Aminosäuresequenz des Proteins. Im Jahr 2024 wurde Jumper der Nobelpreis für Chemie zuerkannt.

## Leben und Wirken
Jumper erwarb 2007 an der Vanderbilt University einen Bachelor in Physik und in Mathematik. Anschließend arbeitete er an der University of Cambridge an einer Doktorarbeit auf dem Gebiet der Festkörperphysik, verließ die Uni aber bereits nach einem Jahr mit einem Master-Abschluss, um sich dem Thema Supercomputer und Proteinfaltung zuzuwenden. Zunächst arbeitete er bis 2011 drei Jahre bei D. E. Shaw Research und erwarb 2017 bei Karl F. Freed und Tobin R. Sosnick an der University of Chicago einen Ph.D. in theoretischer Chemie. Anschließend wurde er Arbeitsgruppenleiter für AlphaFold bei DeepMind, das seit 2014 zu Google LLC gehört.
Jumper hat laut Google Scholar einen h-Index von 33, laut Datenbank Scopus einen von 21 (jeweils Stand August 2025). Die Zeitschrift Nature zählte ihn 2021 zu den Nature’s 10, einer Liste von Wissenschaftlern mit besonderem Einfluss auf die Welt oder die Wissenschaft. Seit 2024 zählte der Medienkonzern Clarivate ihn aufgrund der Zahl der Zitationen zu den Favoriten auf einen Nobelpreis (Clarivate Citation Laureates). Seine 2021 in Nature veröffentlichte Arbeit Highly accurate protein structure prediction with AlphaFold wurde laut Google Scholar (Stand August 2025) mehr als 39.000-mal zitiert.
Im Jahr 2024 wurde Jumper gemeinsam mit Demis Hassabis die Hälfte des Nobelpreis für Chemie zuerkannt. Sie erhielten die Auszeichnung für ihre Vorhersagen von komplexen Proteinstrukturen mit Hilfe von künstlicher Intelligenz. Gleichzeitig wurde David Baker für seine Forschungen auf dem Gebiet des computergestützten Proteindesigns geehrt. Mit einem Alter von 39 Jahren ist er dabei der jüngste Preisträger für Chemie seit der Verleihung 1952 an Richard L. M. Synge.

## Auszeichnungen
- 2022 Wiley Prize in Biomedical Sciences[6]
- 2022 BBVA Foundation Frontiers of Knowledge Award[7]
- 2023 Breakthrough Prize in Life Sciences
- 2023 Canada Gairdner International Award
- 2023 Albert Lasker Award for Basic Medical Research[8]
- 2024 Nobelpreis für Chemie
- 2025 Mitglied der Royal Society